# Бидненко, Руслан Михайлович
Русла́н Миха́йлович Бидне́нко (укр. Руслан Михайлович Бідненко; род. 20 июля 1981, Ревное, Киевская область) — украинский футболист, полузащитник. Выступал за национальную сборную Украины.

## Биография
Воспитанник бориспольского клуба «Борисфен». Первый тренер — В. А. Вареница (средняя школа села Счастливого). Закончил Переяславский пединститут по специальности «преподаватель физкультуры». Мог оказаться за границей ещё в 17 лет: селекционеры «Ланса» заметили его в отборочном турнире юношеских сборных, который проходил во Франции. На просмотре хорошо показал себя (хотя при этом было тяжело из-за незнания языка), и французы были готовы подписать контракт, однако руководство «Борисфена» неожиданно подняло цену за трансфер, и договориться о переходе так и не удалось.
Был одним из лидеров «Борисфена», в высшей лиге дебютировал 12 июля 2003 года в матче «Борисфен» — «Днепр» — 0:2. В 2003 перешёл в «Динамо» Киев. В 2005 году был взят в аренду «Днепром», позже был выкуплен. В 2008 году играл на правах аренды за «Нефтяник-Укрнефть» и «Кривбассе». В 2009 году был отдан в аренду киевскому «Арсеналу».
Выступал в юношеской и юниорской сборных Украины, участник финального турнира первенства Европы среди 16-летних. За сборную Украины провёл один товарищеский матч против сборной Франции в 2004 году.
В 2016 году назначен старшим тренером юношеского состава «Звезды»

## Достижения
- Победитель Второй лиги Украины: 1999/00
- Обладатель Кубка Второй лиги Украины: 1999/00
- Чемпион Украины: 2003/04
- Серебряный призёр чемпионата Украины: 2004/05
- Обладатель Кубка Украины: 2004/05